# Pornainen
Pornainen este o comună din Finlanda.